# Список губернаторов Миссисипи
Губернатор Миссисипи (англ. Governor of Mississippi) является главой американского штата Миссисипи и его исполнительной власти, а также главнокомандующим вооружёнными силами штата. Губернатор обязан обеспечивать соблюдение законов штата и имеет право одобрять или накладывать вето на законопроекты, принятые Законодательным собранием Миссисипи, созывать законодательное собрание в любое время и, за исключением случаев государственной измены или импичмента, принимать решения о помилования и отсрочке приговора.
Баллотироваться в губернаторы штата Миссисипи имеет право человек не младше 30 лет, который на момент инаугурации был гражданином Соединенных Штатов в течение двадцати лет и жителем Миссисипи не менее пяти лет. Конституция штата Миссисипи, ратифицированная в 1890 году, предусматривает четырёхлетний срок для губернатора, избираемого по системе в два тура после референдума 2020 года. До этого губернатор избирался коллегией выборщиков, члены которой выбирались в округах, представленных в Палате представителей Миссисипи. В случае, если ни один кандидат не получил большинства голосов выборщиков, губернатора выберут члены Палате представителей. Губернатор может быть переизбран один раз (до поправки 1987 года к Конституции штата губернаторы были ограничены одним сроком). Первоначальная Конституция 1817 года предусматривала только двухлетний срок полномочий губернатора; в Конституции 1868 года этот срок был увеличен до четырёх лет. Вице-губернатор избирается одновременно с губернатором и является президентом Сената Миссисипи. Если должность губернатора по какой-либо причине стала вакантной, вице-губернатор занимает её на оставшийся срок.
Губернатор штата Миссисипи также назначает членов Попечительского совета высших учебных заведений.

## Требования
Любой, кто хочет быть избранным губернатором Миссисипи, должен соответствовать следующим требованиям:
- Быть не моложе 30 лет
- Быть гражданином США в течение 20 лет
- Быть резидентом штата не менее пять лет.

## История
С тех пор как Миссисипи стал штатом США, в нём было 54 губернатора, отбывших в общей сложности 64 срока, в том числе 50 демократов, 7 республиканцев и 7 представителей других партий. Демократы доминировали в политике штата фактически с момента создания партии, утратив монополию на власть лишь на время Реконструкции Юга после поражения южных штатов в Гражданской войне. Но уже в 1877 году демократы вновь победили на выборах губернатора, после чего представители партии занимали эту должность 114 лет. Вернув себе контроль над законодательным собранием штата, демократы в 1890 году приняли Конституцию, которая лишила избирательных прав большинство афроамериканцев, исключив их из политической системы почти на 70 лет, что фактически сделало Миссисипи однопартийным штатом.
Дольше всех губернатором штата был Джон М. Стоун, который проработал два срока более десяти лет (его второй срок был продлен до шести лет переходным положением Конституции 1890 года). Самым коротким было правление губернатора Джеймса Уитфилда, который занимал свою должность всего 1,5 месяца, с ноября 1851 по январь 1852 года. 10 губернаторов (Дэвид Холмс, Джерард Брэндон, Чарльз Линч, Джон Э. Китман, Джон Дж. Петтус, Эдельберт Эймс, Джон М. Стоун, Теодор Г. Бильбо, Деннис Мерфри и Хью Л. Уайт) отбывали свои сроки непоследовательно. Нынешним губернатором является республиканец Тейт Ривз, вступивший в должность 14 января 2020 года.

## Губернаторы территории Миссисипи
Территория Миссисипи была создана в 1798 году на землях, которые оспаривали Испания и США. В 1795 году эти государства подписали Мадридский мирный договор, по которому земли отходили к США. Южной границей территории стала 31-я параллель. Территория Миссисипи находилась на обеих берегах одноимённой реки и занимала южную часть территории современных штатов Миссисипи и Алабама. 3 марта 1817 года Территория Миссисипи была поделена на две: Миссисипи (западная) и Алабама, с временной столицей в Сент-Стивенсе (восточная). Граница между ними прошла по прямой линии, так что территория Миссисипи оказалась поделена на две примерно равные части. 10 декабря того же года Миссисипи стал двадцатым штатом США.
| # | Портрет | Губернатор            | Срок полномочий     | Срок полномочий      | Срок полномочий | Партия                 |
| # | Портрет | Губернатор            | Вступил в должность | Покинул должность    | Дни             | Партия                 |
| - | ------- | --------------------- | ------------------- | -------------------- | --------------- | ---------------------- |
| 1 |         | Уинтроп Сарджент      | 7 мая 1798 года     | 25 мая 1801 года     | 1113            | Федералист             |
| 2 |         | Уильям Ч. К. Клэйборн | 25 мая 1801 года    | 1 марта 1805 года    | 1376            | Демократ-республиканец |
| 3 |         | Роберт Уильямс        | 1 марта 1805 года   | 7 марта 1809 года    | 1467            | Демократ-республиканец |
| 4 |         | Дэвид Холмс           | 7 марта 1809 года   | 10 декабря 1817 года | 3200            | Демократ-республиканец |

## Губернаторы штата Миссисипи
Политические партии
| Демократы-республиканцы | Демократы | Национал-республиканцы | Виги | Юнионисты | Республиканцы |
| ----------------------- | --------- | ---------------------- | ---- | --------- | ------------- |
| 3                       | 47        | 2                      | 2    | 1         | 7             |

| #  | Портрет                    | Губернатор           | Срок полномочий      | Срок полномочий      | Срок полномочий | Вице-губернатор                                      | Партия                 | Прим. |
| #  | Портрет                    | Губернатор           | Вступил в должность  | Покинул должность    | Дни             | Вице-губернатор                                      | Партия                 | Прим. |
| -- | -------------------------- | -------------------- | -------------------- | -------------------- | --------------- | ---------------------------------------------------- | ---------------------- | --- |
| 1  |                            | Дэвид Холмс          | 10 декабря 1817 года | 5 января 1820 года   | 756             | Дункан Стюарт                                        | Демократ-республиканец | Первый губернатор штата вступил в должность 7 октября 1817 года, но Территория Миссисипи официально стала штатом 10 декабря 1817 года |
| 2  |                            | Джордж Пойндекстер   | 5 января 1820 года   | 7 января 1822 года   | 733             | Джеймс Паттон                                        | Демократ-республиканец | |
| 3  |                            | Уолтер Лик           | 7 января 1822 года   | 6 ноября 1825 года   | 1399            | Дэвид Диксон (1822—1824) Джерард Брэндон (1824—1824) | Демократ-республиканец | Умер |
| 4  |                            | Джерард Брэндон      | 17 ноября 1825 года  | 7 января 1826 года   | 51              | Вакантна                                             | Демократ               | Исполнял обязанности губернатора до конца срока Лика |
| 5  |                            | Дэвид Холмс          | 7 января 1826 года   | 25 июля 1826 года    | 199             | Джерард Брэндон                                      | Демократ               | Ушёл в отставку из-за болезни |
| 6  |                            | Джерард Брэндон      | 25 июля 1826 года    | 9 января 1832 года   | 1994            | Вакантна (1826—1828)                                 | Демократ               | Исполнял обязанности губернатора до конца срока Холмса, после чего дважды переизбирался |
| 6  | Абрам М. Скотт (1828—1832) | Джерард Брэндон      | 25 июля 1826 года    | 9 января 1832 года   | 1994            |                                                      | Демократ               | Исполнял обязанности губернатора до конца срока Холмса, после чего дважды переизбирался |
| 7  |                            | Абрам М. Скотт       | 9 января 1832 года   | 12 июня 1833 года    | 520             | Фаунтин Уинстон (1832)                               | Национал-республиканец | Умер |
| 8  |                            | Чарльз Линч          | 12 июня 1833 года    | 20 ноября 1833 года  | 161             | —                                                    | Национал-республиканец | Исполнял обязанности губернатора в качестве президента сената штата до следующих выборов |
| 9  |                            | Хайрем Раннелс       | 20 ноября 1833 года  | 20 ноября 1835 года  | 730             | —                                                    | Демократ               | Ушёл в отставку |
| 10 |                            | Джон Э. Куитмен      | 3 декабря 1835 года  | 7 января 1836 года   | 35              | —                                                    | Виг                    | Исполнял обязанности губернатора в качестве президента сената штата до следующих выборов |
| 11 |                            | Чарльз Линч          | 7 января 1836 года   | 8 января 1838 года   | 732             | —                                                    | Виг                    | Ушёл в отставку |
| 12 |                            | Александр Макнатт    | 8 января 1838 года   | 10 января 1842 года  | 1463            | —                                                    | Демократ               | |
| 13 |                            | Тилман М. Такер      | 10 января 1842 года  | 10 января 1844 года  | 730             | —                                                    | Демократ               | Ушёл в отставку после первого срока |
| 14 |                            | Альберт Г. Браун     | 10 января 1844 года  | 10 октября 1848 года | 1461            | —                                                    | Демократ               | |
| 15 |                            | Джозеф У. Мэттьюс    | 10 октября 1848 года | 10 октября 1850 года | 731             | —                                                    | Демократ               | |
| 16 |                            | Джон Э. Куитмен      | 10 октября 1850 года | 3 февраля 1851 года  | 389             | —                                                    | Демократ               | Был арестован за нарушение Закона о нейтралитете 1817 года за содействие освобождению Кубы от испанцев. Признан невиновным, но был вынужден уйти в отставку на время суда.                                                                                                   |
| 17 |                            | Джон А. Гайон        | 3 февраля 1851 года  | 4 ноября 1851 года   | 274             | —                                                    | Демократ               | Исполнял обязанности губернатора в качестве президента сената штата до истечения срока своих полномочий в сенате. |
| 18 |                            | Джеймс Уитфилд       | 24 ноября 1851 года  | 10 января 1852 года  | 47              | —                                                    | Демократ               | Исполнял обязанности губернатора в качестве президента сената штата до очередных выборов. |
| 19 |                            | Генри С. Фут         | 10 января 1852 года  | 5 января 1854 года   | 726             | —                                                    | Юнионист               | Ушёл в отставку из-за политической напряжённости по вопросу сецессии и переехал в Калифорнию. |
| 20 |                            | Джон Дж. Петтус      | 5 января 1854 года   | 10 января 1854 года  | 5               | —                                                    | Демократ               | Исполнял обязанности губернатора в качестве президента сената штата до очередных выборов. |
| 21 |                            | Джон Дж. Макрей      | 10 января 1854 года  | 16 ноября 1857 года  | 1406            | —                                                    | Демократ               | Поправка к конституции, принятая во время второго срока Макрея, перенесла дату инаугурации губернатора с января на предыдущий ноябрь, сократив его срок на два месяца. Дата была восстановлена на январь в конституции 1868 года.                                            |
| 22 |                            | Уильям Маквилли      | 16 ноября 1857 года  | 21 ноября 1859 года  | 735             | —                                                    | Демократ               | |
| 23 |                            | Джон Дж. Петтус      | 21 ноября 1859 года  | 16 ноября 1863 года  | 1456            | —                                                    | Демократ               | |
| 24 |                            | Чарльз Кларк         | 16 ноября 1863 года  | 22 мая 1865 года     | 553             | —                                                    | Демократ               | Отстранён от должности Армией Союза. |
| 25 |                            | Уильям Л. Шарки      | 22 мая 1865 года     | 16 октября 1865 года | 147             | —                                                    | —                      | Назначен временным губернатором до очередных выборов как стойкий юнионист и противник сецессии. |
| 26 |                            | Бенджамин Г. Хамфрис | 16 октября 1865 года | 15 июня 1868 года    | 973             | —                                                    | Демократ               | Отстранён от должности федеральными силами после того, как его правительство не выполнило требования Реконструкции Юга. |
| 27 |                            | Эдельберт Эймс       | 15 июня 1868 года    | 10 марта 1870 года   | 633             | —                                                    | —                      | Назначен президентом Эндрю Джонсоном после окончания Гражданской войны в США. |
| 28 |                            | Джеймс Л. Алкорн     | 10 марта 1870 года   | 30 ноября 1871 года  | 630             | Риджли С. Пауэрс                                     | Республиканцы          | Ушёл в отставку, чтобы занять место в Сенате США |
| 29 |                            | Риджли С. Пауэрс     | 30 ноября 1871 года  | 4 января 1874 года   | 766             | Александр К. Дэвис                                   | Республиканцы          | Исполнял обязанности губернатора до конца срока Алкорна |
| 30 |                            | Эдельберт Эймс       | 4 января 1874 года   | 29 марта 1876 года   | 815             | Александр К. Дэвис                                   | Республиканцы          | Под угрозой импичмента со стороны демократов заключил сделку с законодательным органом и ушёл в отставку, после чего все обвинения были сняты. |
| 31 |                            | Джон М. Стоун        | 29 марта 1876 года   | 29 февраля 1882 года | 2132            | Уильям Г. Симс (1878—1882)                           | Демократ               | Исполнял обязанности губернатора в качестве президента сената штата до следующих выборов, на которых победил. |
| 32 |                            | Роберт Лоури         | 29 февраля 1882 года | 13 января 1890 года  | 2906            | Гарвин Д. Шэндс                                      | Демократ               | |
| 33 |                            | Джон М. Стоун        | 13 января 1890 года  | 26 января 1896 года  | 2204            | Мэрион М. Эванс                                      | Демократ               | |
| 34 |                            | Ансельм Дж. Маклорин | 26 января 1896 года  | 16 января 1900 года  | 1451            | Джеймс Г. Джонс                                      | Демократ               | Первый губернатор Миссисипи, избранный в соответствии с Конституцией штата 1890 года, которая лишила избирательных прав большинство чернокожих, тем самым положив начало многолетней монополии демократов на власть. Последний ветеран Конфедерации, избранный губернатором. |
| 35 |                            | Эндрю Х. Лонджино    | 16 января 1900 года  | 19 января 1904 года  | 1463            | Джеймс Харрисон                                      | Демократ               | Один из первых италоамериканцев, занявших пост губернатора. |
| 36 |                            | Джеймс К. Вардаман   | 19 января 1904 года  | 21 января 1908 года  | 1463            | Джон П. Картер                                       | Демократ               | |
| 37 |                            | Эдмонд Ноэл          | 21 января 1908 года  | 16 января 1912 года  | 1456            | Лютер Маншип                                         | Демократ               | |
| 38 |                            | Эрл Л. Брюэр         | 16 января 1912 года  | 18 января 1916 года  | 1463            | Теодор Г. Бильбо                                     | Демократ               | |
| 39 |                            | Теодор Г. Бильбо     | 18 января 1916 года  | 18 января 1920 года  | 1461            | Ли М. Расселл                                        | Демократ               | |
| 40 |                            | Ли М. Расселл        | 18 января 1920 года  | 18 января 1924 года  | 1461            | Гомер Кастил                                         | Демократ               | |
| 41 |                            | Генри Л. Уитфилд     | 22 января 1924 года  | 18 марта 1927 года   | 1151            | Деннис Мерфри                                        | Демократ               | Умер |
| 42 |                            | Деннис Мерфри        | 18 марта 1927 года   | 16 января 1928 года  | 304             | Вакантна                                             | Демократ               | Исполнял обязанности губернатора до конца срока Уитфилда. |
| 43 |                            | Теодор Г. Бильбо     | 16 января 1928 года  | 19 января 1932 года  | 1464            | Кейтон Б. Адам                                       | Демократ               | |
| 44 |                            | Мартин С. Коннер     | 19 января 1932 года  | 21 января 1936 года  | 1463            | Деннис Мерфри                                        | Демократ               | |
| 45 |                            | Хью Л. Уайт          | 21 января 1936 года  | 16 января 1940 года  | 1456            | Джейкоб Снайдер                                      | Демократ               | |
| 46 |                            | Пол Б. Джонсон-ст.   | 16 января 1940 года  | 26 декабря 1943 года | 1440            | Деннис Мерфри                                        | Демократ               | Умер |
| 47 |                            | Деннис Мерфри        | 26 декабря 1943 года | 18 января 1944 года  | 23              | Вакантна                                             | Демократ               | Исполнял обязанности губернатора до конца срока Джонсона. |
| 48 |                            | Томас Л. Бейли       | 18 января 1944 года  | 2 ноября 1946 года   | 1019            | Мартин Л. Райт                                       | Демократ               | Умер |
| 49 |                            | Мартин Л. Райт       | 2 ноября 1946 года   | 3 января 1948 года   | 427             | Вакантна                                             | Демократ               | Исполнял обязанности губернатора до конца срока Бейли. |
| 50 |                            | Мартин Л. Райт       | 3 января 1948 года   | 22 января 1952 года  | 1480            | Сэм Лампкин                                          | Демократ               | |
| 51 |                            | Хью Л. Уайт          | 22 января 1952 года  | 17 января 1956 года  | 1456            | Кэрролл Гартин                                       | Демократ               | |
| 52 |                            | Джеймс П. Коулман    | 17 января 1956 года  | 19 января 1960 года  | 1463            | Кэрролл Гартин                                       | Демократ               | |
| 53 |                            | Росс Барнетт         | 19 января 1960 года  | 21 января 1964 года  | 1463            | Пол Б. Джонсон-мл.                                   | Демократ               | |
| 54 |                            | Пол Б. Джонсон-мл.   | 21 января 1964 года  | 16 января 1968 года  | 1456            | Кэрролл Гартин (1964—1966)                           | Демократ               | |
| 54 | Вакантна (1966—1968)       | Пол Б. Джонсон-мл.   | 21 января 1964 года  | 16 января 1968 года  | 1456            |                                                      | Демократ               | |
| 55 |                            | Джон Б. Уильямс      | 16 января 1968 года  | 18 января 1972 года  | 1463            | Чарльз Салливан                                      | Демократ               | |
| 56 |                            | Билл Уоллер          | 18 января 1972 года  | 20 января 1976 года  | 1463            | Уильям Ф. Уинтер                                     | Демократ               | |
| 57 |                            | Ч. Клифтон Финч      | 20 января 1976 года  | 22 января 1980 года  | 1463            | Эвелин Ганди                                         | Демократ               | |
| 58 |                            | Уильям Ф. Уинтер     | 22 января 1980 года  | 10 января 1984 года  | 1449            | Брэд Дай                                             | Демократ               | |
| 59 |                            | Уильям Аллен         | 10 января 1984 года  | 12 января 1988 года  | 1463            | Брэд Дай                                             | Демократ               | |
| 60 |                            | Рэй Мабус            | 12 января 1988 года  | 14 января 1992 года  | 1463            | Брэд Дай                                             | Демократ               | |
| 61 |                            | Кирк Фордис          | 14 января 1992 года  | 11 января 2000 года  | 2919            | Эдди Бриггс 1992—1996                                | Республиканцы          | |
| 61 | Ронни Масгроув 1996—2000   | Кирк Фордис          | 14 января 1992 года  | 11 января 2000 года  | 2919            |                                                      | Республиканцы          | |
| 62 |                            | Ронни Масгроув       | 11 января 2000 года  | 13 января 2004 года  | 1463            | Эми Так                                              | Демократ               | Проиграл перевыборы |
| 63 |                            | Хейли Барбур         | 13 января 2004 года  | 10 января 2012 года  | 2919            | Эми Так 2004—2008 Фил Брайант 2008—2012              | Республиканцы          | |
| 64 |                            | Фил Брайант          | 10 января 2012 года  | 14 января 2020 года  | 2926            | Тейт Ривз                                            | Республиканцы          | |
| 65 |                            | Тейт Ривз            | 14 января 2020 года  | Действующий          | 2012            | Делберт Хоземанн                                     | Республиканцы          | |